# Liste des sénateurs du Cher
Cette page présente la liste des sénateurs du Cher depuis la Troisième République.

## VeRépublique

### Mandature 2020-2026
Depuis le 27 septembre 2020
| Sénateur            |  | Parti | Premier mandat |
| ------------------- |  | ----- | -------------- |
| Rémy Pointereau     |  | LR    | 2005           |
| Marie-Pierre Richer |  | LR    | 2019           |

- 2 sénateurs élus selon un mode de scrutin majoritaire plurinominal pour 6 ans.

### Mandature 2014-2020
Depuis le 28 septembre 2014
| Sénateur            |  | Parti | Premier mandat |
| ------------------- |  | ----- | -------------- |
| Rémy Pointereau     |  | UMP   | 2005           |
| François Pillet     |  | UMP   | 2007           |
| Marie-Pierre Richer |  | UMP   | 2019           |

- 2 sénateurs élus selon un mode de scrutin majoritaire plurinominal pour 6 ans.
- Marie-Pierre Richer remplace François Pillet en 2019 à la suite de la nomination au conseil constitutionnel de celui-ci.

### Mandature 2008-2014
Depuis le 21 septembre 2008
| Sénateur        |  | Parti | Premier mandat |
| --------------- |  | ----- | -------------- |
| Rémy Pointereau |  | UMP   | 2005           |
| François Pillet |  | UMP   | 2007           |

- 2 sénateurs élus selon un mode de scrutin majoritaire plurinominal pour 6 ans.

### Mandature 1998-2008
Depuis le 27 septembre 1998
| Sénateur        |  | Parti | Premier mandat |
| --------------- |  | ----- | -------------- |
| Serge Lepeltier |  | RPR   | 1998           |
| Georges Ginoux  |  | RPR   | 2004           |
| Rémy Pointereau |  | RPR   | 2005           |
| Serge Vinçon    |  | RPR   | 1989           |

- 2 sénateurs élus selon un mode de scrutin majoritaire plurinominal pour 9 ans.
- Georges Ginoux remplace  Serge Lepeltier en 2004 à la suite de la nomination au gouvernement de celui-ci.
- Rémy Pointereau remplace Georges Ginoux en 2005 à la suite de la démission de celui-ci.

### Mandature 1989-1998
Depuis le 24 septembre 1989
| Sénateur       |  | Parti | Premier mandat |
| -------------- |  | ----- | -------------- |
| Jacques Genton |  | UDF   | 1971           |
| Serge Vinçon   |  | RPR   | 1989           |

- 2 sénateurs élus selon un mode de scrutin majoritaire plurinominal pour 9 ans.

### Mandature 1980-1989
Depuis le 28 septembre 1980
| Sénateur       |  | Parti | Premier mandat |
| -------------- |  | ----- | -------------- |
| Jacques Genton |  | UDF   | 1971           |
| Charles Durand |  | UDF   | 1959           |
| Pierre Sicard  |  | UDF   | 1983           |

- 2 sénateurs élus selon un mode de scrutin majoritaire plurinominal pour 9 ans.
- Pierre Sicard remplace Charles Durand en 1983 à la suite du décès de celui-ci.

### Mandature 1971-1980
Depuis le 26 septembre 1971
| Sénateur       |  | Parti | Premier mandat |
| -------------- |  | ----- | -------------- |
| Jacques Genton |  | UDF   | 1971           |
| Charles Durand |  | UDF   | 1959           |

- 2 sénateurs élus selon un mode de scrutin majoritaire plurinominal pour 9 ans.

### Mandature 1962-1971
Depuis le 23 septembre 1962
| Sénateur       |  | Parti | Premier mandat |
| -------------- |  | ----- | -------------- |
| Eugène Jamain  |  | CNIP  | 1959           |
| Yves Villard   |  | CNIP  | 1970           |
| Charles Durand |  | CNIP  | 1959           |

- 2 sénateurs élus selon un mode de scrutin majoritaire plurinominal pour 9 ans.
- Yves Villard remplace Eugène Jamain en 1970 à la suite du décès de celui-ci.

### Mandature 1959-1962
Depuis le 26 avril 1959
| Sénateur       |  | Parti | Premier mandat |
| -------------- |  | ----- | -------------- |
| Eugène Jamain  |  | CNIP  | 1959           |
| Charles Durand |  | CNIP  | 1959           |

- 2 sénateurs élus selon un mode de scrutin majoritaire plurinominal pour 9 ans.

## IVeRépublique
- René Cherrier de 1946 à 1948
- Gustave Sarrien de 1946 (réélu en 1948) à 1952 (décès)
- Marcel Plaisant de 1948 (réélu en 1955) à 1958 (décès)
- Charles Durand de 1952 (réélu en 1955) à 1959 (élu sous la Ve République)

## IIIeRépublique
- Henri Fournier de 1876 à 1885
- Louis Rivière de 1876 à 1885
- Jean Girault de 1885 (réélu en 1894, 1903) à 1909 (décès)
- Valentin Peaudecerf de 1885 (réélu en 1894) à 1903
- Félix Pyat de 1887 à 1888
- Louis Pauliat de 1887 (réélu en 1894, 1903, 1912) à 1915 (décès)
- Charles Daumy de 1903 à 1910 (décès)
- Antony Martinet de 1909 (réélu en 1912) à 1921
- Émile Bonnelat de 1910 (réélu en 1912) à 1921
- Hippolyte Mauger de 1920 (réélu en 1921, 1930) à 1939
- Christophe Pajot de 1921 à 1929 (décès)
- Jules-Louis Breton de 1921 à 1939
- Marcel Plaisant de 1929 (réélu en 1930, 1939) à 1945 (élu sous la IVe République)
- Henri Laudier de 1930 (réélu en 1939) à 1943 (décès)
- André Breton de 1939 à 1945